# 김상훈 (1981년)
김상훈(1981년 9월 8일 ~ )은 대한민국의 전직 스타크래프트 프로게이머 출신, 현직 프로게임단 코치이다. 종족은 저그이며, 아이디는 S.E.S486이다. KT 롤스터 소속이다.
1999년 SM(현 웅진 스타즈)에서 프로게이머 활동을 하였고, 한빛 스타즈가 창단되기 직전에 군문제로 은퇴하였다.
2006년 8월부터 2008년 2월까지 한국e스포츠협회의 심판으로 활동하였고, 이후 온게임넷 옵저버를 맡기도 하였다.
2008년 9월 웅진 스타즈 창단식에서 웅진 스타즈의 코치로 임명되었다.
2011년 4월 KT 롤스터로 이적, 2013년 10월까지 KT 롤스터의 저그 코치 및 2군 코치를 맡았다.

## 주요 기록

#### 개인 기록
- 2000년 프리챌배 온게임넷 스타리그 4강

#### 코치 기록
- 2010년 신한은행 위너스리그 09-10 3위
- 2010년 경남-STX컵 마스터즈 2010 4위
- 2011년 8월 신한은행 프로리그 10-11 우승
- 2012년 4월 SK플래닛 스타크래프트 프로리그 시즌1 준우승
- 2013년 7월 SK플래닛 스타크래프트 II 프로리그 12-13 3위